# 후이쉬안 (배우)
후이쉬안(중국어: 胡意旋, 병음: Hú Yìxuán, 한자음: 호의선, 1995년 1월 31일~)은 중화인민공화국의 배우이다.

## 출연 작품

### 드라마
- 2018년 소후 웹드라마 《무법옹포적니》 - 샤오찬 역
- 2018년 아이치이 웹드라마 《포말지하》 - 바이인 역
- 2018년 소후 웹드라마 《나는 고양이로 일한다 : 아재대리사당총물》 - 여소람 역
- 2019년 CCTV-1 제일특약극장 《오문인가》 - 송효문 역
- 2020년 망고 TV 웹드라마 《리인심상》 - 서초월 역
- 2020년 유쿠 웹드라마 《친애적의기군》 - 미칠칠 역
- 2021년 망고 TV 웹드라마 《하선생적연연불망》 - 친이예 역
- 2021년 유쿠 웹드라마 《상류》 - 시아샤오지 역
- 2022년 유쿠 웹드라마 《여군초상식》 - 락금상 역
- 2023년 텐센트 웹드라마 《구의인》 - 인여란 역
- 2024년 후난위성텔레비전 금응독파극장 《호운가》 - 뤄위팅 역